# Ислам на Косову и Метохији
Ислам на Косову и Метохији има дугу традицију која датира још од када је Османско царство заузело Балканско полуострво. Пре Косовске битке 1389. године, цео Балкан је христијанизован од стране Западног и Источног римског царства. Од 1389. до 1912. године Косовом и Метохијом је званично управљало већински муслиманско Османско царство, а међу католичким и православним Албанцима је дошло до високог степена исламизације, углавном због пореза који су плаћали само немуслимани, али и османских одмазди и присилних конверзија. Упркос овим догађајима, и хришћански и муслимански Албанци су се венчали, а неки су живели као „ларамани”, такође познати као криптохришћани. Током периода после Другог светског рата, Косовом и Метохијом су управљале секуларне социјалистичке власти у Социјалистичкој Федеративној Републици Југославији (СФРЈ). Током тог периода, становници Косова и Метохије су постајали све више секуларизовани. Након завршетка комунистичког доба, религија је на Косову и Метохији доживела препород. Данас, 95,6% становништва Косова и Метохије су муслимани, од којих су већина етнички Албанци. Друге муслимане на Косову и Метохији чине Бошњаци, Горанци и Турци.

## Историјат
Све до шеснаестог века степен исламизације на Косову и Метохији био је минималан и углавном ограничен на урбане центре. Темпо конверзије у ислам се значајно повећао тек у другој половини шеснаестог века, вероватно због високих пореза, османских одмазди и присилних конверзија. Пре Османлија, и католичка и православна црква су водиле немилосрдни рат за срца, умове и душе Албанаца, а ову ситуацију су Османлије искористиле. И Српска православна црква и султан су сматрали да је прелазак Албанаца на ислам нешто позитивно, јер је ослабио католичко језгро на Балкану, а султан је добио нове поданике.
Преобраћеници су такође постали изузети од џизије, пореза који се наплаћивао само за немуслимане. Али то свакако није био једини узрок преласка људи у ислам. Пореско оптерећење је имало тенденцију да расте пошто је османска моћ у односу на стране хришћанске силе била под изазовом. Што се тиче католичких Албанаца, католичка црква је била мање моћна и привилегована унутар Осоманског царства од Српске православне цркве (и са слабијим особљем). Бекташијство је спровео кампању конверзије која је наглашавала сличности између њихове верзије ислама и хришћанства (бекташи су пили вино и имали квазитринитарну доктрину). Феномен „криптокатолицизма” развио се у друштву Албанаца, где би велики број људи званично прешао у ислам, али би тајно спроводио католичке обреде. Од 1703. црквени декрети су забрањивали ову праксу и нису прихватали да криптокатолици примају свете обреде. Године 1717. госпа Мери Монтего, супруга британског амбасадора у Виској порти, написала је да је њена албанска пратња од Београда до Истанбула тврдила да петком иде у џамију, а недељом у цркву. До 1750. године већина албанских породица је прешла у ислам, због добробити друштвеног умрежавања грађана и финансијске стабилности. Албанци који су пролазили као муслимани изјашњавали су се као католици (да би избегли регрутацију) још 1845. године.

## Рат на Косову и Метохији
Поред православних цркава и манастира, бројни исламски културни објекти уништени су током рата на Косову и Метохији који је представљао ратни злочин кршењем Хашке и Женевске конвенције. Од 498 џамија на Косову и Метохији које су биле у активној употреби, Хашки трибунал је документовао да је 225 џамија оштећено или уништено током рата. Месецима борбе против терористичке Ослободилачке војске Косова (ОВК) на Косову и Метохији је 225 или трећина од укупно 600 џамија оштећено, вандализовано или уништено заједно са другом исламском архитектуром. Суфијске ложе (текије), муслиманске теолошке школе (медресе) и исламске библиотеке претрпеле су штету или уништење што је довело до губитка ретких књига, рукописа и других збирки литературе. Уништена је и архива Исламске заједнице Косова са евиденцијом од 500 година. Током рата, исламско архитектонско наслеђе представљало се за паравојне и војне снаге Савезне Републике Југославије као албанско наслеђе, а уништавање несрпског градитељског наслеђа представљало је наводну методичку и планирану компоненту етничког чишћења на Косову и Метохији. После рата, догодио се талас напада албанских екстремиста на стотине српских православних цркава које су оштећене или уништене.

## Организација
Од времена Југославије, званична организација муслимана на Косову и Метохији била је Исламска заједница Косова, коју води њен велики муфтија, тренутно Наим Тернава. Бекташијске текије подлежу бекташијству, а у неким областима финансирање из Саудијске Арабије или других држава довело је до забринутости због могућих вехабијско-салафијских покушаја да утичу на Косово и Метохију и тамошње друштвене навике. Већина ромских муслимана припада суфијским браћама, а знатан број и муслиманских практиканата. У већем делу Метохије, скоро свако село има бар једно суфијско братство. Албанци у планинском „суфијском појасу” отерали су многе своје комшије Роме или Горанце, иако су често припадали истим суфијским братствима.

## Међуверски односи
Одавно постоје контакти између Исламске заједнице Косова и католичке цркве, а 2011. године почели су редовни састанци на нивоу муфтија и епископа како католичке цркве тако и Српске православне цркве на Косову и Метохији. Међутим, током већег дела историје Косова и Метохије, постојао је јаз између српског православног хришћанства, албанског католичког хришћанства и албанског сунитског ислама.

## Политички утицај
Док на појединачне политичаре могу утицати исламска веровања у својим ставовима или одлукама, само једна политичка странка, Партија правде, укључује у свој партијски програм посвећеност традиционалним исламским вредностима. Она се 2010. године залагала за исламску верску наставу у државним школама за децу из породица са муслиманским породичним пореклом, што је одбацила Скупштина. На парламентарним изборима учествовала је у изборној коалицији коју је предводио Нови савез Косова, заједно са чврсто секуларним странкама, вероватно зато што је мало вероватно да ће сама достићи цензус. Сама коалиција Новог савеза Косова заузела је четврто место на изборима са само 7,29% од укупног броја гласова.

## Галерија
- Синан-пашина џамија у Призрену.
- Царска џамија у Приштини.
- Бајракли џамија у Пећи.
- Молитва у џамији у Обилићу.
- Суфијска церемонија у Ђаковици.